# 巴而可
巴而可（日语： paruko */?）是一家日本連鎖時裝大樓品牌及企業，為J.FRONT RETAILING的連結子公司。登記上的本店在東京都豐島區南池袋，本社事務所位於澀谷區神泉町。

## 概要
擁有時裝大樓「PARCO」19間店鋪，另有PARCO劇場、CLUB QUATTRO、TOKYO FM澀谷西班牙坂錄音室、radio drive plus等劇場與LiveHouse、廣播節目等文化娛樂事業。
過去曾是堤清二以西武百貨店為中心的季節集團成員之一，但季節集團並未直接介入，而是交由增田通二自由發展，展現獨特的個性。
一般而言，巴而可以年輕客群為主，西武百貨店則多為中高年層顧客，但部分沒有西武百貨店的區域也可見巴而可些微拉高其目標客群。
近年，巴而可也推出新型態的中低層商業設施「ZERO GATE」（ゼロゲート）。

## 沿革

### 池袋車站大樓至巴而可誕生
巴而可前身是開發國鐵池袋站車站大樓的「池袋車站大樓」（池袋ステーションビル）。最初是預定招募旅館業者進駐，但之後改變方針，接受京都百貨業者丸物（之後的近鐵百貨店）投資，1957年（昭和32年）「東京丸物」開幕。
1969年（昭和44年），丸物因業績不佳退出，後由小佐野賢治居中牽線獲得西武百貨店投資。同年於池袋的東京丸物舊址開設時裝大樓巴而可1號店。

### 季節集團解散後
季節集團解散後，森信託集團成為主要股東。巴而可則將旗下以西洋音樂獲得好評的唱片行WAVE賣給淘兒唱片，並將以西洋書籍與思想書聞名的個性派連鎖書店LIBRO賣給日本出版販售株式會社，陸續退出其他事業。在森信託投資後進行商場翻新，建立明確的賣場主題，營利逐漸上升。
2005年起推動「中期經營5年計畫」，目標在政令指定都市展店。第一彈是2007年（平成19年）3月15日，睽違十年的新店面「靜岡PARCO」。同年10月10日，埼玉市的「浦和PARCO」開幕。2008年（平成20年）8月23日，東北地方據點都市仙台市開設「仙台PARCO」。2010年（平成22年）3月19日，九州地方據點都市福岡市開設「福岡PARCO」。
2010年起的中期經營計畫包括進駐京濱、京阪神的未展店區域，針對地域特性改造現有店舖的經營模式，以亞洲為中心往海外發展等方針。

### 資本結盟合作
當時的大股東森信託的出資比率不足50%，因此在2010年1月提出第三者配股增資以提升出資比率，但遭到巴而可經營團隊拒絕。相反的，2010年8月，巴而可宣布與日本政策投資銀行資本結盟，將成為巴而可第二大股東。森信託則對此表達反對。
2011年2月，永旺宣布取得巴而可12.31%的股權，並宣告兩方將針對都市型商場與海外市場進行合作，森信託也表示「對永旺現在發表的內容沒有異議」，展現了與永旺合作的正面態度。3月17日，永旺向巴而可提出重組經營團隊、轉讓Forus、VIVRE等永旺旗下商場的合作案，但遭到拒絕。
然而，森信託表明支持重組經營團隊等提議。同年4月20日，雙方簽訂社長更換協議，並將研究與永旺的業務合作，但是之後的結盟談判並未有具體進展。

### J.FRONT RETAILING旗下
2012年2月24日，森信託宣布將巴而可股權售予J.FRONT RETAILING，3月23日完成交易，J.FRONT RETAILING為最大股東。7月5日，宣布股票公開收購（TOB）與資本業務聯盟，8月21日，J.FRONT成為擁有65%股權的母公司。相對於大股東日本政策投資銀行釋出大量股票，永旺仍繼續保有其股權。
J.FRONT旗下大丸、松坂屋等百貨公司也與巴而可協商合作，2013年夏，名古屋PARCO與相鄰的松坂屋名古屋店進行清倉拍賣合作與互設網頁連結，而巴而可也計畫進駐2017年秋季開幕的松坂屋上野店新南館。

### 年表
- 1953年（昭和28年）2月 - 「池袋車站大樓株式會社」（與JR東日本相關企業無關）成立。
- 1954年（昭和29年）10月 - 株式會社丸物（日语：丸物）（現近鐵百貨店（日语：近鉄百貨店））出資。
- 1957年（昭和32年）
  - 5月 - 商號改為「株式會社東京丸物」。
  - 12月 - 百貨店「東京丸物」開幕。
- 1963年（昭和38年）7月 - 櫃檯買賣股票登記。
- 1969年（昭和44年）
  - 6月 - 百貨店「東京丸物」關閉。
  - 11月 - 1號店「池袋PARCO」開幕。
- 1970年（昭和45年）4月 - 商號改為「株式會社巴而可」。
- 1977年（昭和52年）5月8日 - 與台灣新光集團合作的新光巴而可百貨開幕。（後於1990年代因超貸案及火災影響而停業並拆除，原址正在改建飯店）
- 1987年（昭和62年）1月 - 東京證券交易所市場第二部。
- 1988年（昭和63年）8月 - 東京証券取引所市場第一部。
- 2005年（平成17年）10月11日 - 本部移往東京都澀谷區宇田川町4-3。

## 特色

### 文化戰略

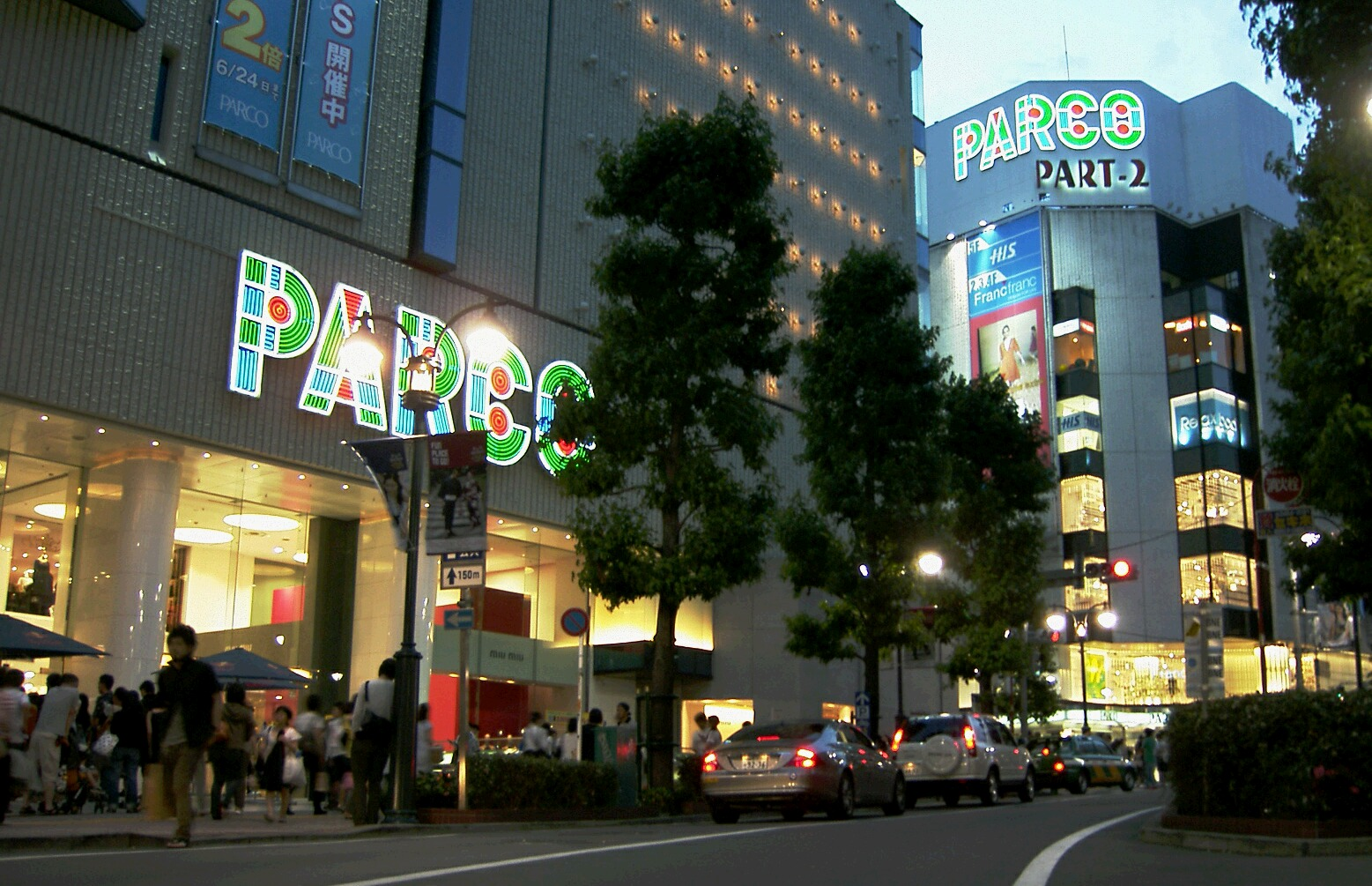
澀谷公園通旁的主力旗艦店澀谷PARCO。前方大樓為PART1，後方大樓為PART2

巴而可嶄露頭角的澀谷是1960年代起季節集團的發展據點。但在當時，繁華街為新宿、銀座，追求異國文化的年輕人聚集在六本木。澀谷因周邊多斜坡被認為不適合做為商業區，因此當時前進澀谷的策略並不被看好。然而，巴而可主打的年輕人文化與藝術的跨界合作戰略獲得廣大迴響。

### 澀谷公園通
曾出現在尾崎豐、竹內瑪莉亞、中島美雪、B'z、山下達郎等許多音樂人的歌詞中的「澀谷公園通」是澀谷PARCO外的坡道，其名稱有兩種含意，一是PARCO在義大利語中的意思「公園」，二是可通往代代木公園。

### 西班牙坂
澀谷一條坡道的暱稱。在巴而可等舊季節集團的印象戰略下，於1975年（昭和50年）命名。

### 與大發工業合作

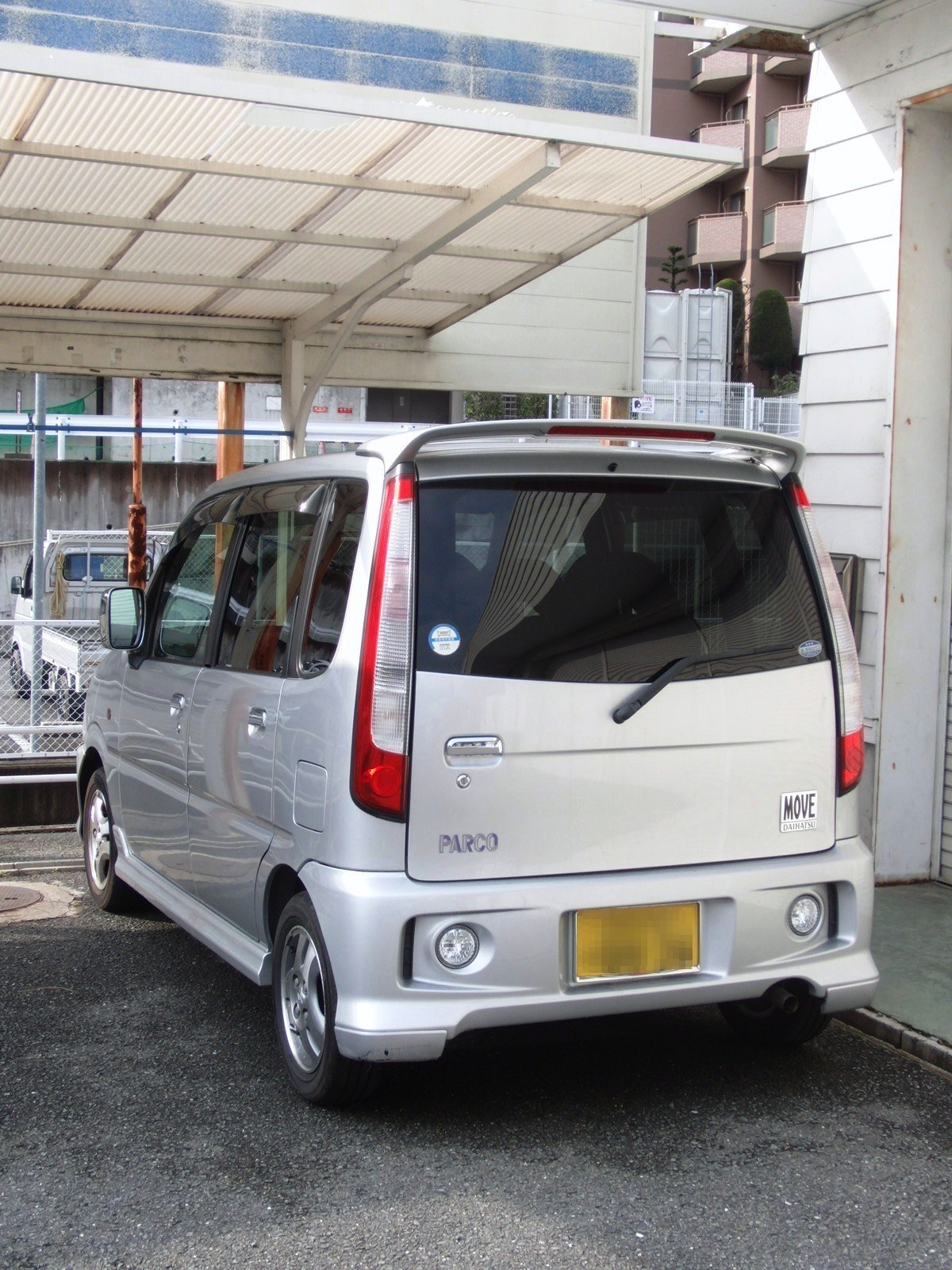
MOVE PARCO

與大發工業合作，1988年（昭和63年）推出Mira特別款，之後陸續推出1995年（平成7年）Opti、2001年（平成13年）Move、YRV巴而可特別款。過去巴而可全店鋪曾舉行大發車款展示會，但2002年（平成14年）因季節集團重建與MOVE車款變更而解除合作。

### PARCO SWIM DRESS比賽
巴而可自身舉行的泳裝銷售活動。2003年（平成15年）起每年選出獲勝者擔任代言人。
代言人
- 2003年 森下千里
- 2004年 矢吹春奈
- 2007年 莉亞·迪桑
- 2008年 蘆名星
- 2009年 佐佐木希
- 2010年 桐谷美玲
- 2011年 安田聖愛（日语：安田聖愛）
- 2012年 優香
- 2013年 大野絲
- 2014年 小島瑠璃子

## 店鋪一覽

### PARCO
- 旗艦店為澀谷店（日语：渋谷パルコ）。
- 池袋店、澀谷店、札幌店、仙台店（日语：仙台パルコ）、靜岡店、名古屋店、廣島店（日语：広島パルコ）、福岡店（日语：福岡パルコ）等8間店為都心店，都心店以外屬於社區店。
- 依據2014年2月的財務報表[15]，銷售額前五名為名古屋、池袋、廣島、調布、浦和。

#### 現有店鋪
| 名稱                                        | 圖片         | 所在地                | 開店日                 | 店鋪分類   | 備註                                                                                                 |  |
| ------------------------------------------- | ------------ | --------------------- | ---------------------- | ---------- | --- |  |
| 札幌PARCO                                   |              | 札幌市中央區          | 1975年（昭和50年）8月  | 都心型店鋪 | 富貴堂書店札幌本店初代店舊址。                                                                       |  |
| 仙台PARCO                                   |              | 仙台市青葉區          | 2008年（平成20年）8月  | 都心型店鋪 | 仙台MARK ONE地下一樓至地上九樓。                                                                     |  |
| 宇都宮PARCO                                 |              | 栃木縣宇都宮市        | 1997年（平成9年）3月   | 社區型店鋪 | |  |
| 千葉PARCO                                   |              | 千葉市中央區          | 1976年（昭和51年）12月 | 社區型店鋪 | 原田畑百貨店。                                                                                       |  |
| 津田沼PARCO                                 |              | 千葉縣船橋市          | 1977年（昭和52年）7月  | 社區型店鋪 | 西武津田沼購物中心。 現B館有西友津田沼店                                                             |  |
| 浦和PARCO                                   |              | 埼玉市浦和區          | 2007年（平成19年）10月 | 社區型店鋪 | Stream（ストリーム）地下1樓～5樓。 為PARCO最大單體建築。營業額是東日本（不包含東京）第一，全國第五。 |  |
| 新所澤PARCO                                 |              | 埼玉縣所澤市          | 1983年（昭和58年）6月  | 社區型店鋪 | |  |
| 新所澤PARCO Let's館                         | 埼玉縣所澤市 | 1983年（昭和58年）6月 | 社區型店鋪             |            | |  |
| 池袋PARCO                                   |              | 東京都豐島區          | 1969年（昭和44年）11月 | 都心型店鋪 | 巴而可本店，也是第1號店。                                                                            |  |
| 池袋PARCO別館 P'PARCO（ピーダッシュパルコ） |              | 東京都豐島區          | 1994年（平成6年）3月   | 都心型店鋪 | 2014年（平成26年）10月預定重新開幕。 「niconico本社」與「EVANGELION STORE TOKYO-01」也將進駐。       |  |
| 澀谷PARCO part1                             |              | 東京都澀谷區          | 1973年（昭和48年）6月  | 都心型店鋪 | 原為株式會社東京巴而可。 1974年（昭和49年）3月吸收合併。                                             |  |
| 澀谷PARCO part3                             |              | 東京都澀谷區          | 1981年（昭和56年）9月  | 都心型店鋪 | 附設電影院「CINE QUINTO」。                                                                          |  |
| 澀谷ZERO GATE                               |              | 東京都澀谷區          | 2002年（平成14年）4月  | 都心型店鋪 | 2011年4月開設「Bershka」日本1號店。                                                                  |  |
| PARCO UP's-4                                |              | 東京都澀谷區          |                        |            | |  |
| PARCO SR6                                   |              | 東京都澀谷區          |                        |            | |  |
| 雲雀丘PARCO                                 |              | 東京都西東京市        | 1993年（平成5年）10月  | 社區型店鋪 | |  |
| 調布PARCO                                   |              | 東京都調布市          | 1989年（平成元年）5月  | 社區型店鋪 | 綠屋（月賦百貨店）舊址。 東京多摩地域銷售第一。 （相當於吉祥寺、雲雀丘兩店總和）                     |  |
| 吉祥寺PARCO                                 |              | 東京都武藏野市        | 1980年（昭和55年）9月  | 社區型店鋪 | |  |
| 靜岡PARCO                                   |              | 靜岡市葵區            | 2007年（平成19年）3月  | 都心型店鋪 | 西武百貨店靜岡店舊址。                                                                               |  |
| 松本PARCO                                   |              | 長野縣松本市          | 1984年（昭和59年）8月  | 社區型店鋪 | |  |
| 名古屋PARCO西館                             |              | 名古屋市中區          | 1989年（平成元年）6月  | 都心型店鋪 | 店面面積第一、銷售額第一。 （西、東、南館總和）                                                      |  |
| 名古屋PARCO東館                             |              | 名古屋市中區          | 1989年（平成元年）6月  | 都心型店鋪 | |  |
| 名古屋PARCO南館                             |              | 名古屋市中區          | 1998年（平成10年）11月 | 都心型店鋪 | |  |
| 名古屋ZERO GATE                             |              | 名古屋市中區          | 2014年（平成26年）10月 | ZERO GATE  | 2013年7月與名古屋PARCO西館西側土地所有者Takihyo達成租賃協議，建設地上3層的新商業設施。               |  |
| 大津PARCO                                   |              | 滋賀縣大津市          | 1996年（平成8年）11月  | 社區型店鋪 | |  |
| 道頓堀ZERO GATE                             |              | 大阪市中央區          | 2013年（平成25年）4月  | ZERO GATE  | 原Sammy戎廣場舊址。向Sammy租下土地建造新大樓。 「Forever 21」租下地上1樓至3樓。                      |  |
| 心齋橋ZERO GATE ※心齋橋PARCO後繼店舗        |              | 大阪市中央區          | 2013年（平成25年）4月  | ZERO GATE  | 舊心齋橋PARCO改建。不同於原來的PARCO營業型式。 「H&M」租下地下1樓至地上4樓。                         |  |
| 廣島PARCO                                   |              | 廣島市中區            | 1994年（平成6年）4月   | 都心型店鋪 | 『金座街地區第一種市街地再開發事業（第5街區）』的再開發大樓                                          |  |
| 廣島PARCO新館                               |              | 廣島市中區            | 2001年（平成13年）9月  | 都心型店鋪 | 『金座街地區第一種市街地再開發事業（第6街區）』的再開發大樓                                          |  |
| 廣島ZERO GATE                               |              | 廣島市中區            | 2013年（平成25年）10月 | ZERO GATE  | 廣島寶塚會館的再開發大樓                                                                             |  |
| 福岡PARCO                                   |              | 福岡市中央區\|天神    | 2010年（平成22年）3月  | 都心型店鋪 | 岩田屋本館舊址 部分店舗可使用nimoca。                                                                |  |
| 熊本PARCO                                   |              | 熊本市中央區          | 1986年（昭和61年）5月  | 地方型店鋪 | 長崎屋熊本店舊址。                                                                                   |  |

#### 過去的店舗
| 名稱                                          | 圖片 | 所在地                  | 開店日                 | 店鋪分類   | 備註                                                                                         |
| --------------------------------------------- | ---- | ----------------------- | ---------------------- | ---------- | -------------------------------------------------------------------------------------------- |
| 札幌PARCO新館                                 |      | 札幌市中央區            | 2005年（平成17年）3月  | 都心型店鋪 | 2011年（平成23年）3月30日關閉。 預定重建為札幌信用金庫本社大廈。                             |
| 澀谷PARCO part2                               |      | 東京都澀谷區            | 1975年（昭和50年）12月 | 都心型店鋪 | 因大樓耐震不足於2007年（平成19年）暫停營業 重新營業後於2011年（平成23年）4月6日關閉。        |
| 厚木PARCO                                     |      | 神奈川縣厚木市          | 1994年（平成6年）3月   |            | 2008年（平成20年）2月24日關閉。2014年（平成26年）4月26日「amyu厚木」（アミューあつぎ）開幕。 |
| 岐阜PARCO                                     |      | 岐阜縣岐阜市            | 1976年（昭和51年）9月  |            | 2006年（平成18年8月20日關閉。                                                                |
| 心齋橋PARCO                                   |      | 大阪市中央區            | 1971年（昭和46年）5月  | 地方型店鋪 | 2011年（平成23年）9月30日關閉。                                                              |
| 心齋橋PARCO-2 （心齋橋PARCO DUE（デュエ）館） |      | 大阪市中央區            | 1992年（平成4年）9月   | 地方型店鋪 | 2011年（平成23年）9月30日關閉。                                                              |
| 大分PARCO                                     |      | 大分縣大分市            | 1977年（昭和52年）4月  | 地方型店鋪 | 西友大分店舊址。2011年（平成23年）1月31日關閉。                                              |
| 台北新光PARCO                                 |      | 台灣台北市城中區→中正區 | 1977年（民國66年）5月  | 都心型店鋪 | 參看新光百貨條目。至遲於中華商場拆遷日—1992年10月19日仍存在。                                |

#### 籌備中店舗
| 名稱                        | 圖片 | 所在地                              | 開店日                     | 店鋪分類                                                                    | 備註 |
| --------------------------- | ---- | ----------------------------------- | -------------------------- | --------------------------------------------------------------------------- | --- |
| 札幌ZERO GATE（暫稱）       |      | 札幌市中央區                        | 2016年（平成28年）春季     | 未定                                                                        | 租下2011年關閉的札幌PARCO新館舊址與札幌信用金庫部分土地，在札幌PARCO南側建造地下2層，地上4層大樓。計畫連結地下街札幌地下街。                         |
| 仙台PARCO新館（暫稱）       |      | 仙台市青葉區 2016年（平成28年）春季 | 未定                       | 2014年3月與土地所有者日本通運達成租賃協議。預計建設樓板面積25,000m2的新店。 | |
| 上野PARCO（暫稱）           |      | 東京都台東區                        | [2017年（平成29年）秋季    | 未定                                                                        | 2014年3月關閉的松坂屋上野店南館將改建為23層複合大樓，預計入駐大樓1～6層。                                                                            |
| 名稱未定 ※名古屋PARCO 5號館 |      | 名古屋市中區                        | 2015年（平成27年）春季     | 未定                                                                        | 2014年7月與名古屋PARCO3館鄰接區劃大樓所有者ZILLION達成協議。                                                                                         |
| 福岡PARCO新館               |      | 福岡市中央區                        | 2014年（平成26年）11月13日 | 未定                                                                        | 2013年3月，以265億日圓買下學校法人都築學園鄰接福岡PARCO的天神Hatchery大樓（天神ハッチェリービル，原岩田屋新館）土地與建物。預計同年6月開始改建工程。 |

#### 撤銷展店店舗
- 濱松店：原先計畫進駐濱松市中區鍛治町舊西武百貨店濱松店旁的再開發大樓「ZAZA CITY濱松（日语：ザザシティ浜松）中央館」，但因景氣低迷與入駐條件等原因於1995年（平成7年）宣布取消。翌年西武濱松店亦退出（現在改建為ZAZA CITY濱松西館）。兩者退出造成中央館建設進度大幅落後，鄰接的松菱（日语：松菱）又於中央館開業前破產，對試圖奪回人潮的濱松市都市計劃造成顯著的負面影響。之後，提及將在地方政令指定都市展店的2005年度中期經營5年計畫使得空洞化的濱松市中心再次受到注目，但2007年（平成19年）時任社長伊東勇於靜岡新聞訪談中予以否認。

### 文化、軟體設施、其他事業

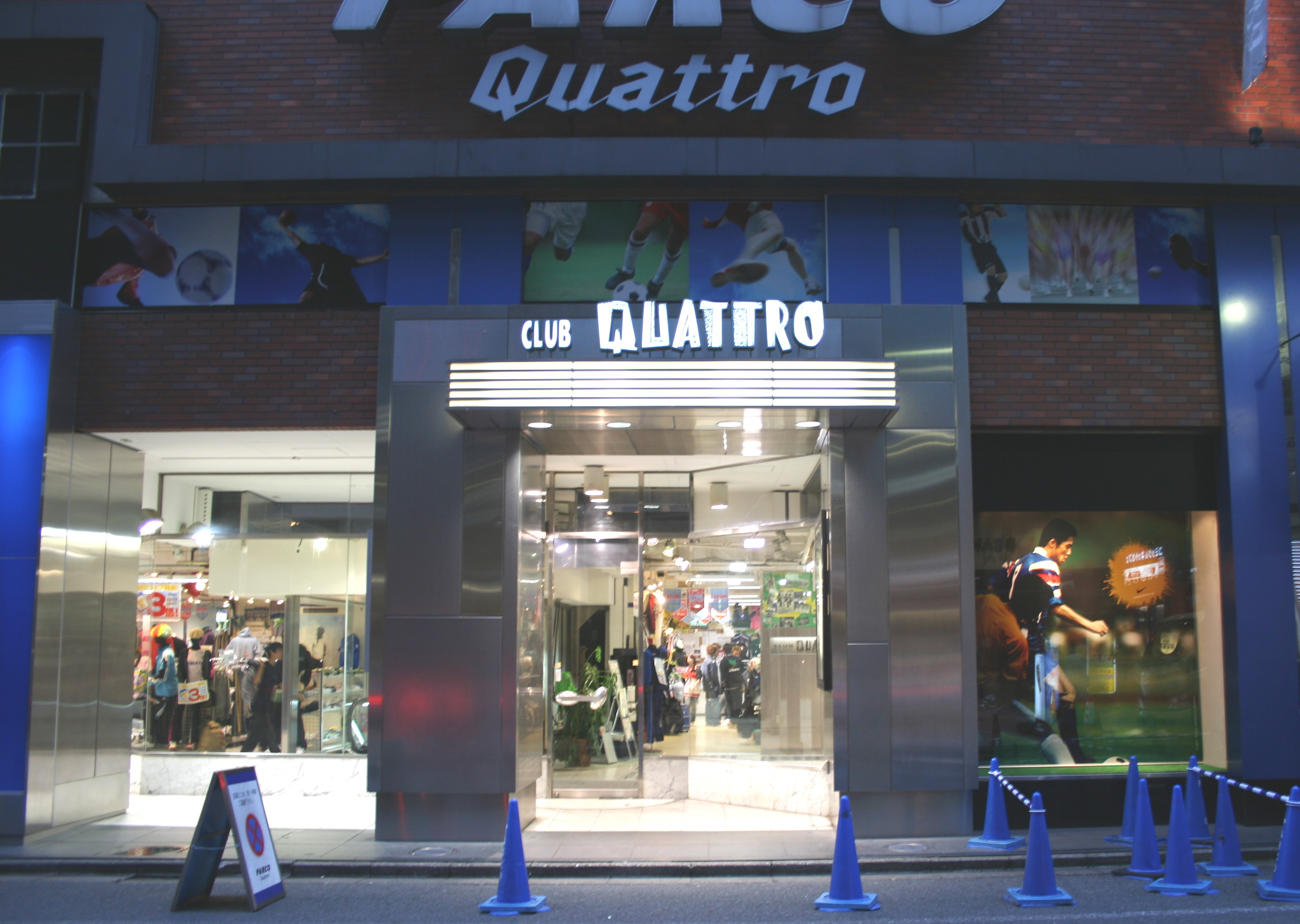
澀谷的CLUB QUATTRO

- PARCO PART1
  - 9樓 - PARCO劇場（日语：PARCO劇場）
  - 3樓 - Parco Museum
  - 1樓 - LOGOS GALLERY
  - TOKYO FM澀谷西班牙錄音室（1993年開業，2005年翻新。PARCO PART1 1F）
- PARCO PART3
  - CINE QUINTO（日语：シネクイント）
- CLUB QUATTRO（澀谷、名古屋、梅田、廣島）
- Studio PARCO（澀谷區）
- radio drive plus（日语：radio drive plus）
- Le Theatre銀座 by PARCO（日语：ル テアトル銀座 by PARCO）

### 其他設施
- 「Pedi汐留」（ペディ汐留，港區） - 時尚以外的複合專門店。
- 格雷斯登飯店（ホテルニュークレストン）（2003年）
- Northport Mall（日语：ノースポート・モール）（橫濱市都筑區）- 出資營運法人49%。

### 相關企業
- PARCO (SINGAPORE)PTE LTD
- 株式會社NEUVE A（ヌーヴ・エイ）
- 株式會社PARCO SPACE SYSTEMS（パルコスペースシステムズ）
- 株式會社PARCO-CITY（パルコ・シティ）
- 株式會社格雷斯登飯店（ホテルニュークレストン）

| 名稱                                                | 所在地             | 備註                |
| --------------------------------------------------- | ------------------ | ------------------- |
| 雲雀丘Palm Garden                                   | 東京都西東京市     | PARCO地下1樓 已關閉 |
| 大泉NOSVOS Palm Garden                              | 東京都練馬區       | 已關閉              |
| 西荻窪Palm Garden                                   | 東京都杉並區西荻南 | 已關閉              |
| 調布PARCO FOOD MARKET （調布PARCOフードマーケット） | 東京都調布市       |                     |

灰色代表已關閉店鋪。

## 備註
1. ↑  [書店風雲録(本の雑誌社,田口久美子著]
2. ↑  激突!森トラストvsパルコ　政投銀との資本提携めぐり 的存檔，存档日期2012-01-04. - ZAKZAK・2010年10月7日
3. ↑  株式会社日本政策投資銀行との資本・業務提携及び第三者割当による無担保転換社債型新株予約権付社債の発行に関するお知らせPDF - パルコ・2010年8月25日
4. ↑  増資反対の森トラストには「今後も説明」＝パルコ社長 （页面存档备份，存于） - ロイター・2010年10月6日
5. ↑  株式会社パルコの株式取得に関するお知らせPDF - イオン・2011年2月22日
6. ↑  「パルコ経営陣構成，株主で協議」　森トラスト社長 （页面存档备份，存于） - 日本経済新聞・2011年2月23日
7. ↑  イオンと森トラストがパルコ株主総会で共同歩調へ，パルコが提案拒否 （页面存档备份，存于） - ロイター・2011年3月30日
8. ↑  株式会社パルコとの資本・業務提携の提案とそれに対する回答に関するお知らせPDF - イオン・2011年3月29日
9. ↑  当社第 72 期定時株主総会における議案等の取扱いに関する合意書締結についてPDF - パルコ・2011年4月20日
10. ↑  株式の売出し，主要株主及び主要株主である筆頭株主の異動の予定並びにその他の関係会社の異動の予定に関するお知らせPDF - パルコ・2012年2月24日
11. ↑  J.フロント リテイリング株式会社による当社株式に対する公開買い付けに関する意見表明及び同社との資本業務提携契約の締結のお知らせPDF - パルコ・2012年7月5日
12. ↑  J.フロント リテイリング株式会社による当社株券に対する公開買付けの結果，親会社及びその他の関係会社の異動並びに主要株主の異動に関するお知らせPDF - パルコ・2012年8月21日
13. ↑  Jフロントによるパルコ株のTOBが成立，イオンは応募せず （页面存档备份，存于） - ロイター・2012年8月21日
14. 1 2  株式会社大丸松坂屋百貨店 松坂屋上野店南館の建替えについて （页面存档备份，存于） - J.フロント リテイリング・2013年8月26日
15. ↑  .   [2014-10-31]. （原始内容存档于2020-09-24）.
16. ↑   (pdf) (新闻稿). 株式会社パルコ. 2014-04-28  [2014-05-14]. （原始内容存档 (PDF)于2020-10-26） （日语）.
17. ↑  . アニメ!アニメ!. 2014-05-09  [2014-05-14]. （原始内容存档于2020-04-25）.
18. 1 2 3  新たな事業モデル｢ZERO ゼロ GATE ゲート 事業｣ および 大阪 道頓堀地区への出店決定についてPDF - 株式会社パルコ 2012年1月10日プレスリリース
19. ↑  名古屋・栄三丁目への商業施設「ゼロゲート」の出店決定についてPDF - 株式会社パルコ 2013年7月1日
20. ↑  名古屋ゼロゲート 2014年10月10日(金)開業と出店テナント決定のお知らせPDF - 株式会社パルコ 2014年8月21日
21. ↑  栄三丁目の所有不動産の有効活用についてPDF - タキヒヨー株式会社 2013年7月1日
22. ↑  道頓堀ZERO GATE（仮称）出店テナント決定のお知らせPDF 株式会社パルコ 2012年7月12日
23. ↑  心斎橋パルコの業態転換に関するお知らせPDF - 株式会社パルコ 2010年10月1日プレスリリース 2011年10月12日確認
24. ↑  心斎橋ZERO GATE（仮称）出店テナント決定のお知らせPDF 株式会社パルコ 2012年4月4日
25. ↑  「札幌ゼロゲート（仮称）」出店決定についてPDF
26. ↑  仙台駅西口地区への出店決定についてPDF 株式会社パルコ
27. ↑  【名古屋パルコ】3館隣接物件への新規出店についてPDF - 株式会社パルコ 2014年7月31日
28. ↑  福岡パルコ新館（仮称）施設計画案について PDF
29. ↑  固定資産の取得（売買予約契約の締結）に関するお知らせPDF
30. ↑  「福岡パルコ新館（仮）」が来年秋に開業，2館体制で需要の取り込みを図る （页面存档备份，存于） - FASHION HEADLINE

## 外部連結
- PARCO （页面存档备份，存于）
- PARCO ART.com （页面存档备份，存于） - Parco Museum，LOGOS GALLERY
- CLUB QUATTRO （页面存档备份，存于）
- PARCO劇場 （页面存档备份，存于）
- PARCO網路通路PARCO-CITY  （页面存档备份，存于）（官方網站）